# Procolofonomorfs
Els procolofonomorfs (Procolophonomorpha) són un ordre o clade de sauròpsids (rèptils) primitius que aparegueren durant el Permià mitjà. Constitueix una col·lecció diversa que inclou diverses formes similars a llangardaixos, així com formes més diverses com els pariasaures. El subclade més important, Procolophonia, ha estat tradicionalment considerat com un ancestre de les tortugues, raó per la qual també les inclou en aquest grup.

## Taxonomia
La següent classificació es basa en una anàlisi filogenètica realitzada per Jalil i Janvier el 2005, el qual es va enfocar en els pareiasaures i els seus parents. Noteu que la situació exacta de Testudines (les tortugues) és controversial.
- Procolophonomorpha (= Ankyramorpha deBraga & Reisz, 1996)
  - Nyctiphruretia
    - Família Nycteroleteridae
    - Família Nyctiphruretidae

  - Procolophonia
    - Superfamília Procolophonoidea
      - Gènere Barasaurus
      - Gènere Owenetta
      - Família Procolophonidae

    - Hallucicrania
      - Família Lanthanosuchidae
      - Superfamília Pareiasauroidea
        - Gènere Sclerosaurus
        - Pareiasauria
          - Velosauria
            - Therischia
            - Pumiliopareiasauria
              - Testudines